# Programme de surveillance électronique de la NSA

Logo de la National Security Agency.

Le programme de surveillance électronique de la NSA renvoie à un programme de surveillance électronique mise en œuvre par la National Security Agency (NSA) dans le cadre de la lutte contre le terrorisme entamé par l'administration Bush. 

## Description
Officiellement appelé Terrorist surveillance program par le gouvernement fédéral américain, ce programme autorise par décret présidentiel la NSA à surveiller, sans mandat judiciaire, les appels téléphoniques, les courriels, l'activité internet et tout autre moyen de communication si la NSA croit que l'un des interlocuteurs est hors des États-Unis. En date de janvier 2009, l'étendue du programme n'est pas connue, mais plusieurs importantes sociétés de télécommunications y ont participé. Un peu avant que la Protect America Act of 2007 ne devienne loi en août 2007 et rende légale ces écoutes, des critiques du programme ont affirmé que cette surveillance devait se faire avec l'autorisation du Foreign Intelligence Surveillance Court (FISC) qui applique le Foreign Intelligence Surveillance Act (FISA).
Le gouvernement de George W. Bush affirme que les surveillances autorisées visent des entités étrangères aux États-Unis dans le cadre de la guerre au terrorisme et que les mandats nécessaires selon FISA ont été implicitement émis par la mise en vigueur d'une résolution conjointe du Sénat des États-Unis et de la Chambre des représentants des États-Unis, la Authorization for Use of Military Force Against Terrorists (AUMF). Cependant, la FISA rend illégale la surveillance électronique en faisant passer celle-ci pour une activité officielle ou la publication des informations confidentielles obtenues par des moyens électroniques. De plus, le Wiretap Act interdit à toute personne d'intercepter ou publier toute communication électronique ou téléphonique.
L'existence du programme a été rapporté pour la première fois le 16 décembre 2005 dans un article du New York Times
,. Le journal a publié cet article sur son site web dans la nuit du 15 décembre, car le personnel avait appris que le gouvernement fédéral américain envisageait d'émettre une interdiction de publier, opération judiciaire qui avait été tenté pour prévenir la publication des Pentagon Papers. Des critiques du New York Times affirment que son éditeur exécutif, Bill Keller, avait censuré sa publication avant l'élection présidentielle américaine de 2004. Lors d'une entrevue publiée en décembre 2008 avec Newsweek, l'ancien employé du département de la Justice américaine Thomas Tamm a affirmé être le lanceur d'alerte qui avait informé en premier le New York Times.
Alberto Gonzales, attorney général des États-Unis, a affirmé que le programme permet de conduire des surveillances sans mandats judiciaires quand le gouvernement a « un soupçon raisonnable de conclure que l'une des entités de la communication est membre d'Al-Qaïda, est affilié à Al-Qaïda, est membre d'un groupe affilié à Al-Qaïda ou favorise les activités d'Al-Qaïda »,, et que cette entité est hors des États-Unis. 
Cette révélation a immédiatement amené des commentaires de la part d'élus, de citoyens défendant les droits de l'Homme, d'érudits universitaires et du grand public à propos de la légalité et de la constitutionnalité du programme et des abus potentiels. L'American Civil Liberties Union (ACLU) a tenté, sans succès, de se pourvoir en justice contre la NSA, affirmant l'inconstitutionnalité du programme; après deux ans de procédure judiciaire, la Cour suprême des États-Unis a rejeté en février 2008 le droit de l'ACLU de se pourvoir en justice dans cette matière, estimant qu'elle n'apportait la preuve d'être elle-même ciblée par ce programme, nécessaire préalable à la contestation de la constitutionnalité du programme. Depuis, la controverse s'est étendue au rôle de la presse lorsqu'il s'agit de révéler des informations classées défense, au rôle et aux responsabilités du Congrès des États-Unis dans la supervision du programme, ainsi qu'à l'étendue des pouvoirs présidentiels conférés par l'article II de la Constitution des États-Unis.
Le 10 juillet 2008, le président George W. Bush signe un projet de loi qui amende la loi FISA de 1978 et entre en vigueur pour une durée de 4 ans. Le FISA Amendments Act of 2008 contient un nouveau chapitre VII qui contient des dispositions semblables, mais non identiques, aux dispositions du Protect America Act (en) de 2007 qui avait expiré en février 2008. Ce nouveau chapitre donne l'autorisation au gouvernement américain de surveiller les communications électroniques des étrangers à l'étranger. En 2012, le Sénat américain a étendu cette nouvelle loi pour une durée de cinq ans (jusqu'au 31 décembre 2017).

## Documentaire
- NSA, l'agence de l'ombre, de James Bamford et Scott Willis (en) (2008)

## Traductions de
1. ↑  (en) « has a reasonable basis to conclude that one party to the communication is a member of al Qaeda, affiliated with al Qaeda, or a member of an organization affiliated with al Qaeda, or working in support of al Qaeda. »